# La mujer de nadie
La mujer de nadie ist ein mexikanischer Film aus dem Jahr 1937, bei dem Adela Sequeyro Regie führte. Es handelt sich somit um den ersten Film in Mexiko, bei dem eine Frau Regie führte. Sequeyro schrieb darüber hinaus das Drehbuch, produzierte den Film und wirkte als Schauspielerin mit. Das Melodrama erzählt die Geschichte von Ana María, gespielt von Sequeyros, die im 19. Jahrhundert vor ihrem brutalen Stiefvater flieht. Sie ist mit dem Dichter Leonardo, Künstler Marcelo und dem Musiker Rodolfo befreundet, die alle drei von ihr inspirierte Werke schaffen. Ana María ist in Marcelo verliebt, kann jedoch den Schmerz, den sie bei den andern beiden verursachen würde, nicht ertragen. Deshalb verlässt sie alle drei am Ende des Filmes.
Nachdem die erste Produktionsfirma, Exito, von Sequeyros nach dem Film Más allá de la muerte, bei dem sie Regieassistentin war, bankrottgegangen war, gründete sie 1937 zusammen mit ihrem Ehemann, Mario Tenorio, die Produktionsfirma Carola. Mit dieser produzierte sie La mujer de nadie. Der Film hatte am 27. Oktober 1937 im Kino Belmolri in Mexiko-Stadt Premiere. Der mexikanische Filmhistoriker Emilio García Riera lobte in seinem Werk Historia documental del cine mexicano die künstlerische Ausführung von La mujer de nadie. Er hob die Kameraführung von Alex Phillips, die schön gestalteten Sets und den Sinn von Sequeyro für Rahmungen hervor, die die Dünne der Handlung überdecken würden. Auch die zeitgenössische Kritik fiel positiv aus. So lobte Carlos del Paso in der Zeitung Revista de revista seine präzisen Dialoge, seinen Humor und seine Konzentriertheit mit nur vier Hauptfiguren und drei Sets. Für ihn war La mujer de nadie damit ohne Vorläufer in der mexikanischen Filmindustrie. María Celia del Villar argumentierte am Beispiel von Sequeyros in der Zeitung El universal gráfico, dass Frauen eine Berechtigung in der Kunst haben. Sie hob hervor, dass Adela Sequeyros als Schauspielerin, Autorin und Regisseurin erfolgreich arbeitete. Zwar wurde der Film somit künstlerisch gewürdigt, finanziell war er aber nicht erfolgreich. Trotz der finanziellen Schwierigkeiten konnte Adela Sequeyro im Folgejahr ihren letzten Film Diablillos de arrabal realisieren.